# Tempo (Brauerei)

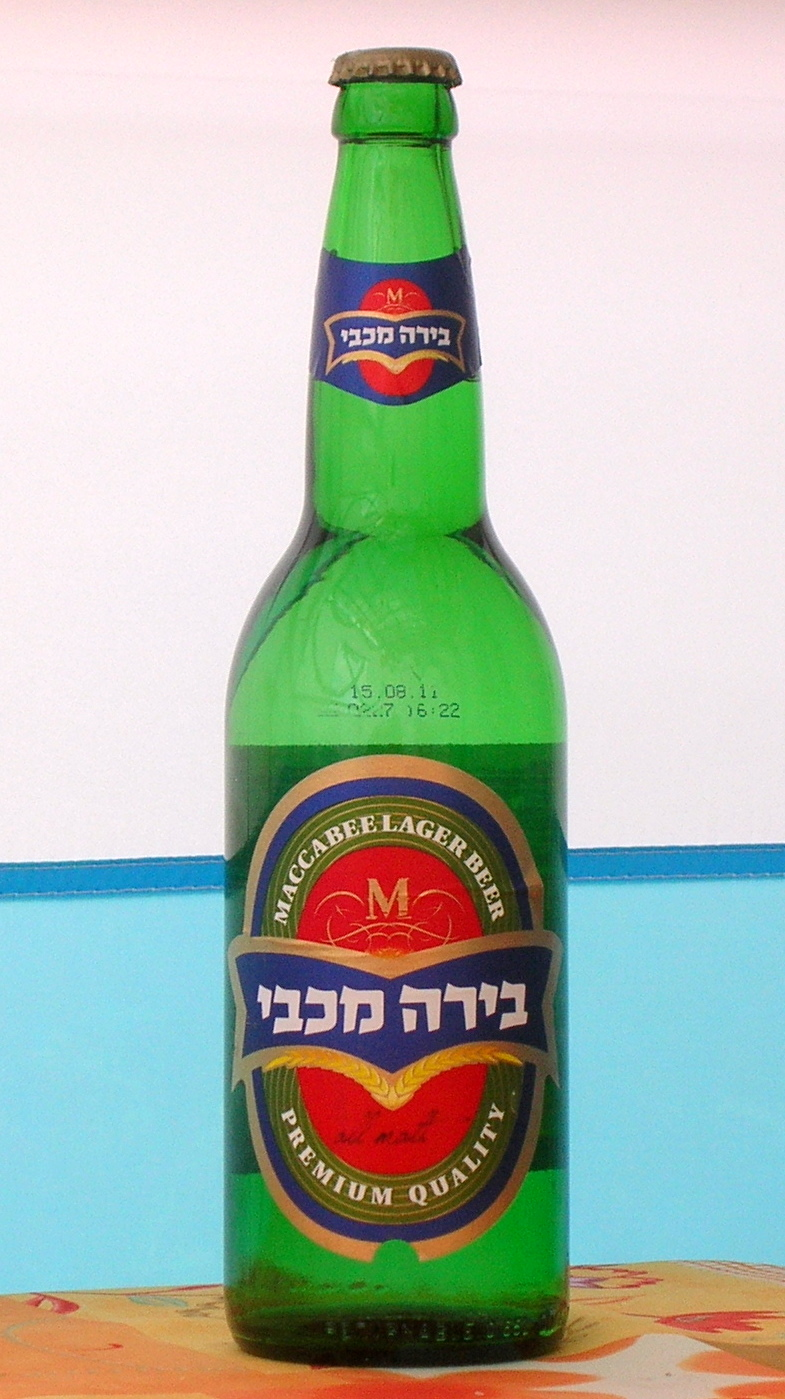
Maccabee Pilsener

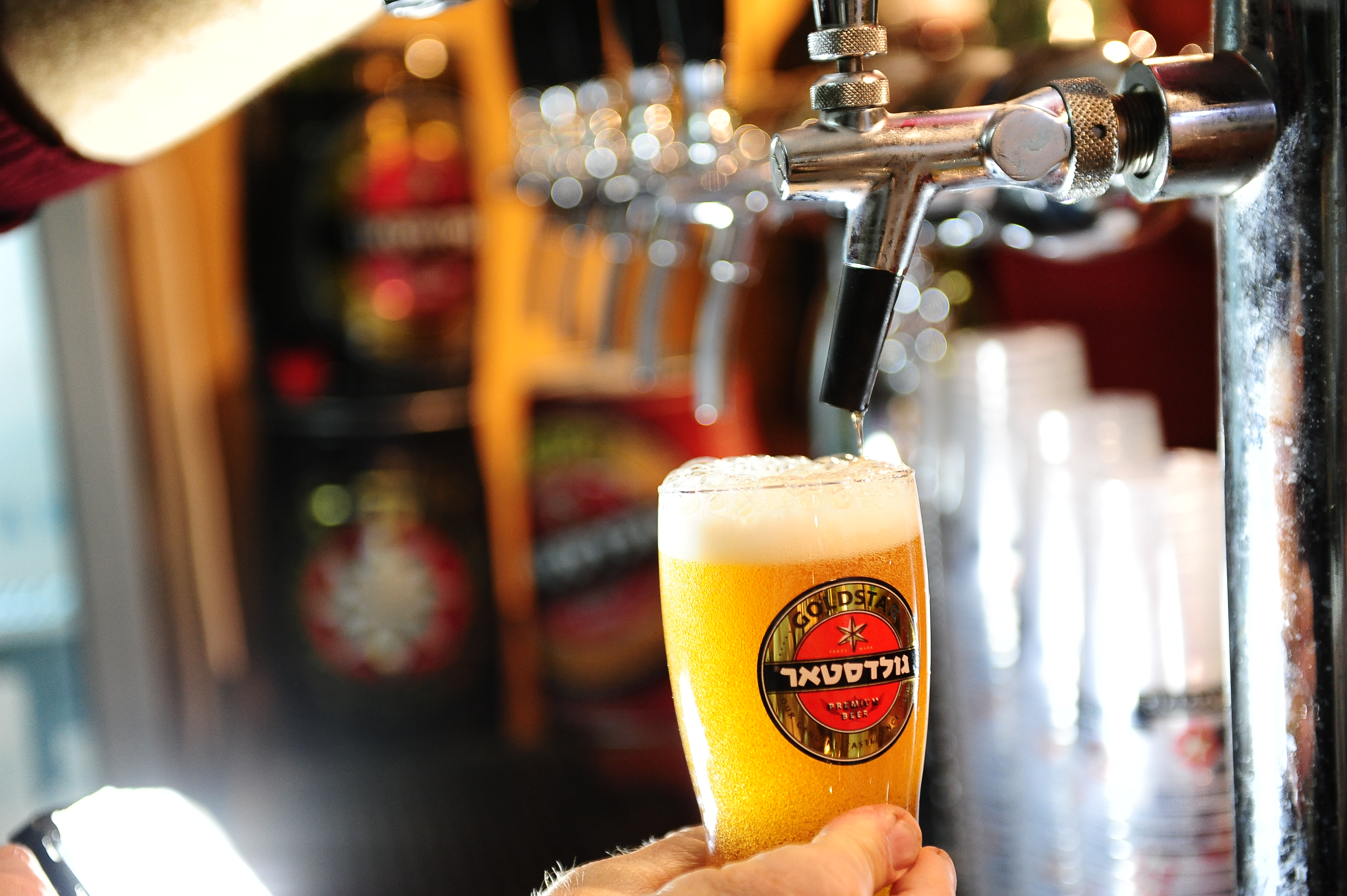
Goldstar

Tempo Beer Industries (hebräisch טֶמְפֹּו מַשְׁקָאוֹת בָּעָ״מ Ṭempō Maschqaʾōt BʿA"M, deutsch ‚Tempo Getränke GmbH‘) ist Israels größte Bierbrauerei. Der Unternehmenssitz liegt in Netanja. Sie ist am Unternehmen Tempo Beverages mit 60 % beteiligt. Das niederländische Brauereiunternehmen Heineken hält die restlichen 40 % der Eigentumsanteile.

## Produkte
- Maccabee (hebräisch מַכַּבִּי Makkabī) ist ein Bier nach Pilsner Brauart. Es wurde erstmals 1968 gebraut und entwickelte sich schnell zu Israels führender Biermarke. Es wird auch nach Europa und in die USA exportiert.
- Goldstar (hebräisch גּוֹלְדְסְטָאר) ist ein Lagerbier und wird bereits seit 1950 produziert.
- Shandy ist ein Biermischgetränk mit einem Alkoholgehalt von 1,9 %, das in verschiedenen Geschmacksrichtungen angeboten wird (Limette, Apfel, Melone, Pfirsich und Kirsche).
- Nesher Malt ist ein alkoholfreies Malzbier.
- Verschiedene Soft Drinks.

Neben den eigenen Produkten vermarktet das Unternehmen Heineken Pils, Sam Adams Lager, Murphy’s Stout und Paulaner Weißbier in Israel.
Im Jahr 2005 erwarb Tempo einen Anteil von 39 % an Barkan Wine Cellars, der zweitgrößten Weinkellerei Israels; 2008 wurde der Anteil auf 83 % erhöht.